# Ellsworth Vines
Henry Ellsworth Vines Jr. (ur. 28 września 1911 w Los Angeles, zm. 17 marca 1994 w La Quinta) – amerykański tenisista, zwycięzca 3 turniejów wielkoszlemowych w grze pojedynczej, 2 w grze podwójnej i 1 w grze mieszanej, reprezentant w Pucharze Davisa.
Na początku lat 40. Vines zakończył grę w tenisa na rzecz golfa, gdzie startował z powodzeniem, wygrywając jeden turniej zawodowy oraz dochodząc do półfinału mistrzostw PGA (Professional Golf Association Championship) w 1951 roku.

## Kariera tenisowa
Grę Vinesa charakteryzowała siła uderzeń forhendowych, które grał płasko, bez rotacji. Dysponował również mocnym serwisem, ale nie wykorzystywał go do ataków wolejowych, preferując kończące uderzenia z głębi kortu. Grał skutecznie smeczem. Wysoko umiejętności Vinesa cenił Jack Kramer. Zainteresował się on tenisem pod wpływem gry Vinesa i w książce The Game, My 40 Years in Tennis (1979) umieścił swojego idola wśród sześciu najlepszych graczy w historii dyscypliny, obok Williama Tildena, Dona Budge’a, Freda Perry’ego, Bobby’ego Riggsa i Ricardo Gonzáleza. Kramer styl gry Ellswortha Vinesa porównał z tenisem Lewa Hoada, zwracając uwagę, że obaj ci gracze mieli dobre warunki fizyczne, duże umiejętności, podobną siłę gry, ale także swobodny stosunek do sportu, co wyraziło się stosunkowo szybkim zakończeniem kariery tenisowej przez obydwu.
W wieku 17 lat zdobył deblowe mistrzostwo kraju juniorów w parze z Keithem Gledhillem (1929).
W 1931 roku wygrał mistrzostwa USA (obecnie US Open). Pokonał m.in. w półfinale Freda Perry’ego, a w finale George’a Lotta. Tytuł mistrzowski skutecznie obronił rok później, pokonując w finale Henriego Cocheta. Wygrał w tym samym roku także Wimbledon. W finale londyńskiego turnieju pokonał Bunny’ego Austina. W całym sezonie 1932 wygrał 4 turnieje, uzyskując bilans 46 zwycięstw i 5 porażek. Dzięki tym sukcesom klasyfikowany był na pozycji lidera zarówno rankingu amerykańskiego, jak i światowego.
W 1933 roku ponownie doszedł do finału na Wimbledonie, jednak poniósł porażkę w decydującym pojedynku z Jackiem Crawfordem.
W grze podwójnej Vines zdobył 2 wielkoszlemowe tytuły, w 1932 roku podczas mistrzostw USA i w 1933 roku w Australian Championships (obecnie Australian Open). W obu imprezach startował w parze z Keithem Gledhillem.
W grze mieszanej Vines zwyciężył w 1933 roku w mistrzostwach USA w parze z Elizabeth Ryan. Ponadto był uczestnikiem finału w rozgrywkach razem z Helen Jacobs w 1932 roku. W 1933 roku był także w finale Australian Championships wspólnie z Marjorie Gladman.
W 1934 roku rozpoczął karierę zawodową. Zadebiutował w nowojorskiej Madison Square Garden przeciwko Williamowi Tildenowi. Pierwszy pojedynek z Tildenem przegrał, ale ostatecznie w serii spotkań (tzw. tourze) okazał się lepszy od Tildena (47 zwycięstw Vinesa, 26 Tildena). W kolejnych latach Vines uznawany był za czołowego tenisistę zawodowego, wygrywając trzykrotnie turniej Wembley World Pro, w 1935 roku w finale z Tildenem, w 1936 i 1937 roku z Hansem Nüssleinem. W 1938 roku Vines wygrał tour z Perrym 49 meczów do 35, a rok później pokonał tego rywala w finale zawodowych międzynarodowych mistrzostw USA.
Jeszcze przed przejściem na zawodowstwo Vines występował w reprezentacji USA w Pucharze Davisa. W 1932 roku poprowadził Amerykanów do finału, pokonując w ramach tych rozgrywek takich rywali, jak Jack Crawford, Harry Hopman, Gottfried von Cramm, Daniel Prenn. Jedyny mecz przegrał w finale z Francuzem Jeanem Borotrą, co przy słabszej singlowej dyspozycji Wilmera Allisona (dwie porażki) przesądziło o zwycięstwie rywali. W edycji Pucharu Davisa w 1933 roku Amerykanie zakończyli udział na etapie finału międzystrefowego z Brytyjczykami, a Vines przegrał i z Austinem, i z Perrym. Łącznie rozegrał w Pucharze Davisa 16 spotkań (wyłącznie w singlu), z czego 13 wygrał.
W 1962 roku nazwisko Vinesa wpisano do Międzynarodowej Tenisowej Galerii Sławy.
W 1977 roku Amerykanin, jako dawny mistrz, uczestniczył w uroczystościach 100-lecia turnieju wimbledońskiego.

### Finały w turniejach wielkoszlemowych

#### Gra pojedyncza (3–1)
| Końcowy wynik | Nr | Data | Turniej                                | Nawierzchnia | Przeciwnik    | Wynik finału             |
| ------------- | -- | ---- | -------------------------------------- | ------------ | ------------- | ------------------------ |
| Zwycięzca     | 1. | 1931 | U.S. National Championships, Nowy Jork | Trawiasta    | George Lott   | 7:9, 6:3, 9:7, 7:5       |
| Zwycięzca     | 2. | 1932 | Wimbledon, Londyn                      | Trawiasta    | Bunny Austin  | 6:4, 6:2, 6:0            |
| Zwycięzca     | 3. | 1932 | U.S. National Championships, Nowy Jork | Trawiasta    | Henri Cochet  | 6:4, 6:4, 6:4            |
| Finalista     | 1. | 1933 | Wimbledon, Londyn                      | Trawiasta    | Jack Crawford | 6:4, 9:11, 2:6, 6:2, 4:6 |

#### Gra podwójna (2–0)
| Końcowy wynik | Nr | Data | Turniej                                | Nawierzchnia | Partner        | Przeciwnicy                 | Wynik finału   |
| ------------- | -- | ---- | -------------------------------------- | ------------ | -------------- | --------------------------- | -------------- |
| Zwycięzca     | 1. | 1932 | U.S. National Championships, Nowy Jork | Trawiasta    | Keith Gledhill | Wilmer Allison John Van Ryn | 6:4, 6:3, 6:2  |
| Zwycięzca     | 2. | 1933 | Australian Championships, Melbourne    | Trawiasta    | Keith Gledhill | Jack Crawford Edgar Moon    | 6:4, 10:8, 6:2 |

#### Gra mieszana (1–2)
| Końcowy wynik | Nr | Data | Turniej                                | Nawierzchnia | Partnerka        | Przeciwnicy                         | Wynik finału    |
| ------------- | -- | ---- | -------------------------------------- | ------------ | ---------------- | ----------------------------------- | --------------- |
| Finalista     | 1. | 1932 | U.S. National Championships, Nowy Jork | Trawiasta    | Helen Jacobs     | Sarah Palfrey Cooke Fred Perry      | 3:6, 5:7        |
| Finalista     | 2. | 1933 | Australian Championships, Melbourne    | Trawiasta    | Marjorie Gladman | Marjorie Cox Crawford Jack Crawford | 6:3, 5:7, 11:13 |
| Zwycięzca     | 1. | 1933 | U.S. National Championships, Nowy Jork | Trawiasta    | Elizabeth Ryan   | Sarah Palfrey Cooke George Lott     | 11:9, 6:1       |